# Convulsioni febbrili
Le convulsioni febbrili (CF) sono crisi convulsive scatenate da una condizione di iperpiressia nel corso di una malattia apparentemente extracerebrale in bambini che non hanno mai presentato segni di sofferenza neurologica.

## Classificazione

### Convulsione febbrile semplice (CFS)
Si tratta di una crisi convulsiva generalizzata, caratterizzata da bilateralità e simmetricità delle manifestazioni motorie. Ha durata inferiore ai 15 minuti,
non deve essere ripetuta nelle 24 ore, che si presenta durante un episodio di febbre, non dovuto ad una affezione acuta del sistema nervoso in un bambino di età compresa fra 6 mesi e 5 anni, senza precedenti neurologici (ovvero senza fattori etiologici indicativi di danno cerebrale pre-, peri- o postnatale, con normale sviluppo psicomotorio e assenza di precedenti convulsioni afebbrili).
Non è necessario che la febbre sia stata rilevata prima della crisi, ma deve essere presente almeno nell’immediato periodo post-critico ed essere espressione di una affezione pediatrica.
Non richiede l'esecuzione di accertamenti clinici e strumentali quali EEG, TAC o RMN, né ricovero ospedaliero se il bambino ha un'età superiore ai 18 mesi.

### Convulsione febbrile complessa (CFC)
Si tratta di una crisi convulsiva focale o generalizzata, che può associarsi a sintomi neurologici (paralisi post-critica e disturbo della coscienza prolungato), e che ha una durata superiore ai quindici minuti.
Una crisi superiore ai trenta minuti configura uno stato di male febbrile.
Una Convulsione Febbrile Complessa può essere dovuta ad una patologia acuta del Sistema Nervoso Centrale, oppure costituisce l’esordio di particolari sindromi epilettiche (ad es. Sindrome di Dravet), oppure essere semplicemente una convulsione febbrile prolungata con la stessa prognosi delle forme semplici.

## Prognosi
Recidive si manifestano nel 40% dei casi e di queste il 50% entro 6 mesi dalla prima convulsione febbrile.